# Frederick Kellaway
Frederick George Kellaway (3 décembre 1870 - 13 avril 1933), souvent appelé F.G. Kellaway, est un homme politique du Parti libéral au Royaume-Uni et député de Bedford de décembre 1910 à 1922.

## Biographie
Le père de Kellaway, William Hamley Kellaway, a une entreprise de menuiserie et d'encadrement à Bristol, où Frederick est né. Il devient journaliste, puis dirige plusieurs journaux locaux à Lewisham, avant d'être élu au Parlement en 1910.
Kellaway est secrétaire parlementaire du ministère des Munitions 1916–1920; Secrétaire au commerce extérieur 1920–1921; et Postmaster General 1921–1922 dans le gouvernement de coalition 1916-1922 . Il est nommé au Conseil privé à l'occasion des anniversaires de 1920.
À la suite de sa carrière politique, Kellaway devient directeur général de Marconi. Il est décédé le 13 avril 1933, à l'âge de 62 ans, et est enterré dans le cimetière St Mary, Tatsfield, Surrey.